# Ten-bell salute

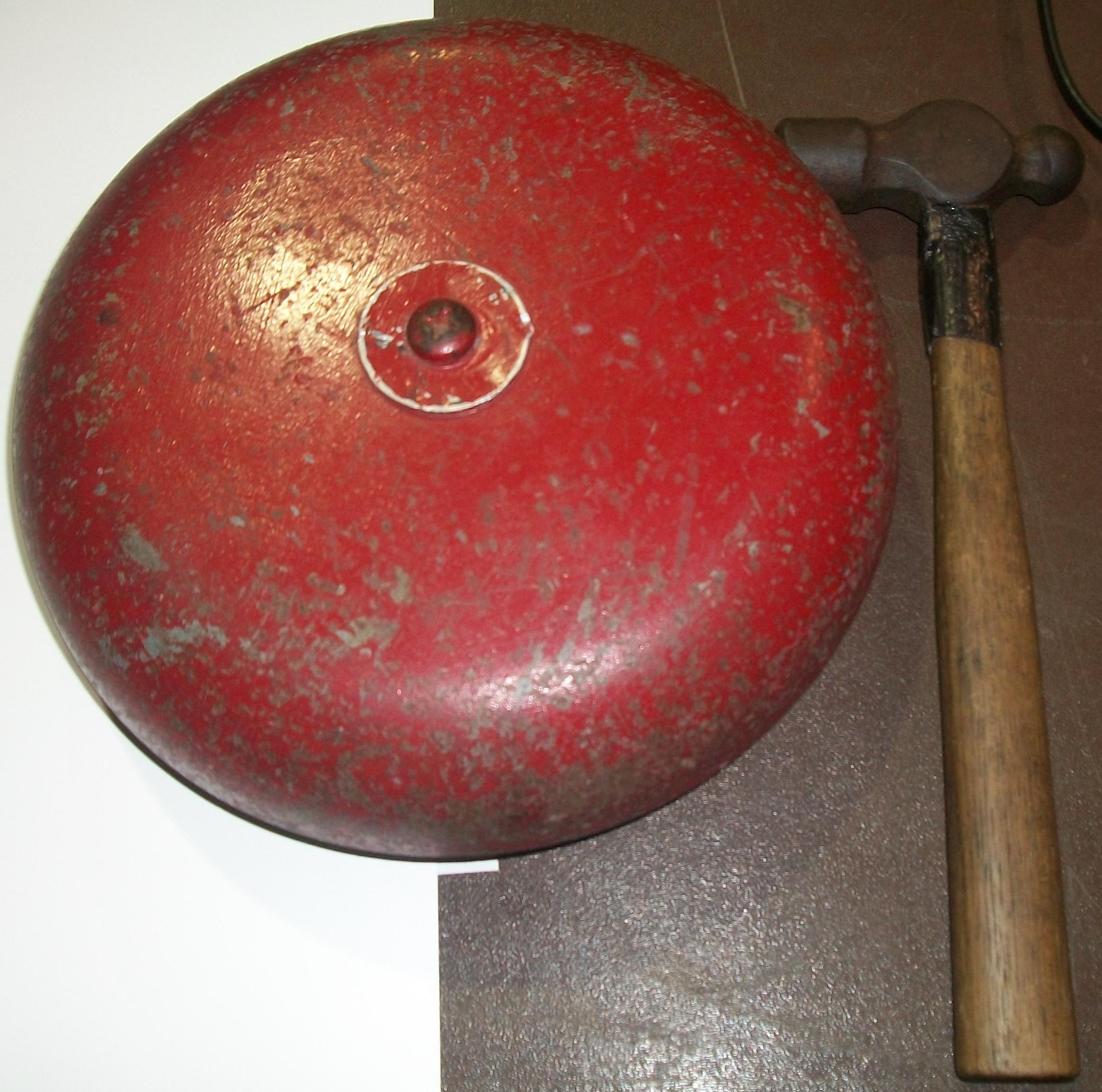
Campana de lucha libre y martillo para tocarla.

En la lucha libre profesional, un ten-bell salute (en español, saludo de diez campanazos) se realiza para honrar la memoria de un luchador que ha muerto, especialmente cuando este era miembro activo de la promoción de lucha libre a la que pertenecía, o un exmiembro distinguido de la misma. Es el equivalente en la lucha libre profesional a un three-volley salute. Por lo general, se lleva a cabo al comienzo de una cartelera o evento de lucha libre, con todos los miembros actuales de la promoción presentes en la entrada, en el ring, o alrededor de él. Tanto los luchadores como el público observan y hacen un minuto de silencio mientras la campana de lucha repica diez veces.
En la lucha libre japonesa, los ten-bell salutes (en Japón, «ten-count gongs») se realizan no sólo para luchadores fallecidos, sino también para los que se retiran, marcando así el final de sus carreras. Los ten-count gongs de retiró suelen ir precedidos de una ceremonia de jubilación para el luchador que se retira, en la que se les presentan obsequios, flores y recuerdos de su carrera como parte del roster activo, además, asisten invitados especiales y funcionarios de alto rango de la promoción en la que lucharon.

## Homenajeados

### World Wrestling Federation / Entertainment / WWE
WWE (anteriormente conocida como World Wrestling Federation y World Wrestling Entertainment) ha incluido varios ten-bell salutes en sus transmisiones televisivas y eventos en vivo. Algunos de los homenajeados incluyen:
- David Von Erich (1984, enteritis aguda)
- André the Giant (1993, insuficiencia cardiaca)
- Brian Pillman (1997, insuficiencia cardiaca)
- Rick Rude (1999, insuficiencia cardiaca)
- Owen Hart (1999, caída accidental durante una entrada a la arena de lucha)
- Gorilla Monsoon (1999, insuficiencia cardiaca)
- «The British Bulldog» Davey Boy Smith (2002, infarto de miocardio)
- Lord Alfred Hayes (2005, complicaciones de un derrame cerebral)
- Eddie Guerrero (2005, insuficiencia cardiaca)[1]
- The Fabulous Moolah (2007, infarto de miocardio)
- Paul Bearer (2013, infarto de miocardio)[2]
- The Ultimate Warrior  (2014, infarto de miocardio)[3]
- Verne Gagne (2015, complicaciones de Alzheimer)
- Dusty Rhodes (2015, insuficiencia renal)[4]
- Roddy Piper (2015, infarto de miocardio)[5]
- Bobby Heenan (2017, complicaciones de cáncer de garganta)[6]
- Bruno Sammartino (2018, fallo multiorgánico)[7]
- Jim Neidhart (2018, lesión en la cabeza por caída)[8]
- Gene Okerlund (2019, complicaciones de una caída)[9]
- Rocky Johnson (2020, coágulo sanguíneo)[10]
- Pat Patterson (2020, insuficiencia hepática)
- Terry Funk y Bray Wyatt (2023, no especificado e infarto de miocardio, respectivamente)[11]

Además de honrar a luchadores, se han realizado varios ten-bell salutes para quienes no lo eran, o para conmemorar tragedias:
- En WWF, en eventos posteriores a los ataques, se realizó este acto en memoria a los fallecidos en los atentados del 11 de septiembre de 2001 ocurridos en Nueva York y Washington D. C. En 2018, en el aniversario número diecisiete de esta tragedia, se realizó otro ten-bell salute conmemorativo.[12]
- El 16 de diciembre de 2012, se dio un 26-bell salute al comienzo del evento TLC: Tables, Ladders & Chairs, en homenaje a las 26 víctimas de la masacre de la Escuela Primaria de Sandy Hook ocurrida días antes en el estado natal de WWE, Connecticut.[13]
- El 30 de mayo de 2016, en la edición del Memorial Day de Raw, se inició el show con un ten-bell salute en honor a los militares caídos.[14]
- El 15 de enero de 2018, Raw empezó con un ten-bell salute en honor a Martin Luther King Jr.[15]
- El 3 de diciembre de 2018, Raw abrió con un ten-bell salute en honor al expresidente George H. W. Bush, quien había fallecido unos días antes.[16]
- El 5 de agosto de 2019, Raw comenzó con un ten-bell salute en memoria de las víctimas de los tiroteos en El Paso y Dayton, ocurridos unos días antes.

### Impact Wrestling
- Chris Candido (2005, coágulo sanguíneo debido a complicaciones de una cirugía de pierna)[17]
- «Macho Man» Randy Savage (2011, infarto de miocardio causado por aterosclerosis).[18]
- Daffney (2021, suicidio con arma de fuego)[19][20]
- Don West (2023, linfoma)[21]
- Terry Funk y Bray Wyatt (2023)[22]